# Діпіка Куруп
Діпіка Куруп (англ. Deepika Kurup; нар. 1998) — американська вчена, хімік індійського походження, винахідниця в галузі очищення стічних вод.

## Біографія
Діпіка Куруп народилася в місті Нашуа, Нью-Гемпшир. Її батько Прадіп Куруп — професор цивільного будівництва в Массачусетському університеті Лоувела. Емігрував до Сполучених Штатів у 1983 з Індії. Її мати Міна Куруп, походить з південного індійського штату Керала.
У 2012 році Діпіка отримала молодіжну нагороду Discovery Education 3M Young Scientist Challenge «за розробку нового і недорогого методу очищення води за допомогою сонячної енергії». Крім премії, Діпіка Куруп отримала грошову винагороду у розмірі 25 000 доларів та звання «Найкращий молодий вчений Америки».
У 2014 році Діпіка стала фіналістом Міжнародної Стокгольмської молодіжної премії за проект «Новий фотокаталітичний проникний композит для деградації органіки та інактивації бактерій у стічних водах». Цього з року отримала «Екологічну молодіжну премію президента США», яку спільно надала Рада Білого дому з питань якості навколишнього середовища та Агентство з охорони навколишнього середовища. Також у 2014 році Діпіка отримала Junior Water Prize — найпрестижнішу молодіжну премію США за проект, пов'язаний з водою. Проект Walden Woods нагородив Діпіку нагородою «Екологічний виклик 2014», а «Action for Nature» вшанувала її Міжнародною нагородою молодого еко-героя 2014 року.
У 2015 році журнал «Forbes» вніс її у список «30 Under 30 in Energy», і стала лауреатом премії National Geographic Explorer. Також про Куруп вийшла стаття у «Teen Vogue».
Поряд з науковими дослідженнями, Діпіка займається популяризацією освіти у STEM. Вона спілкується зі студентами по всьому світу та пише статті у журналах з метою заохочення молоді до наукової, технічної та математичної підготовки, а також підвищити обізнаність про глобальну водну кризу. Діпіка читала лекції в школах, виступала на національних і міжнародних конференціях, двічі запрошена на конференції TED.

## Винахід
Початкова ідея Куруп базувалася на використанні фотокаталітичної сполуки для очищення води. Цей проект передбачав створення фотокаталітичного композиту з діоксиду титану та оксиду цинку, мікросферичного порожнистого скла та портландцементу. В експерименті 2012 року фотокаталітичний композит зміг зменшити кількість загальних коліформ з 8000 колонієутворюючих одиниць до 50. Крім того, він окислюється метиленовим синім швидше, ніж стандартні методи сонячної дезінфекції.
Куруп удосконалила свій метод і через 3 роки розробила первинний фотокаталітичний композит з використанням піску, TiO2, портландцементу та срібла. Цей фотокаталітичний первинний композит показав 98 % зниження загальної кількості коліформних бактерій відразу після фільтрації. Фільтрація води фотокаталітичним композитним диском призвела до 100%-ї інактивації коліформних бактерій лише за 15 хвилин.

## Особисте життя
Діпіка планує свою діяльність зосередити на нейробіології. Крім науки, Діпіка займається бойовими мистецтвами і має чорні пояси з карате шаолін кемпо і тхеквондо.